# Орлово-Іванівська сільська рада
| Орлово-Іванівська сільська рада — колишній орган місцевого самоврядування у Шахтарському районі Донецької області з адміністративним центром у c. Орлово-Іванівка. Сільській раді підпорядковані населені пункти: - c. Орлово-Іванівка - с. Михайлівка - с-ще Степне |

## Склад ради
Рада складається з 16 депутатів та голови.

## Керівний склад сільської ради
| ПІБ                        | Основні відомості                                                                     | Дата обрання | Дата звільнення |
| -------------------------- | ------------------------------------------------------------------------------------- | ------------ | --------------- |
| Іващенко Сергій Петрович   | Сільський голова, 1956 року народження, освіта, член Партії регіонів                  | 26.03.2006   | 31.10.2010      |
| Олейнікова Юлія Миколаївна | Сільський голова, 1968 року народження, освіта незакінчена вища, член Партії регіонів | 31.10.2010   |                 |

Примітка: таблиця складена за даними джерела